# 104机
104机是中国第一台自行研制的大型数字电子计算机。仿制苏联БЭСМ-Ⅱ计算机。
早一年研制出的103机是中国第一台（小型）数字电子计算机。

## 技术
104电子管计算机有22个机柜，主机机房与电机组机房各占地200平方米。全机共用4200个电子管，4000个晶体二极管。浮点字长39位，容量4K，每秒运算1万次，内存2048个全字长磁芯体，2台2096全字长卧式磁鼓。

## 历史
1958年一季度确定仿制。张效祥主持.中科院计算所、电子15所、706所和部队某所等4个单位参与。1958年10月北京有线电厂和科学院计算所工厂，共生产2台的部件，1959年4月完成调试。1959年10月在中国科学院计算技术研究所交付用户。1961年10月，通过国家鉴定。
钟萃豪、董蕴美领导的中国第一个自行设计的编译系统1961年在104机上试验成功。
113机是对103机的外设：电源机柜、磁带机及其控制电路机柜、运算控制器机柜、磁芯存储器等四个机柜，纸带输入机和快速打印机全面改进型号。1963年9月开始设计，1964年二季度开始设计完整的113机。1965年4月生产鉴定，当年生产出厂6台计算机产品。 定型为DJS-3机。